# Dendrobium johnsoniae
Dendrobium johnsoniae är en orkidéart som beskrevs av Ferdinand von Mueller. Dendrobium johnsoniae ingår i släktet Dendrobium, och familjen orkidéer. Inga underarter finns listade i Catalogue of Life.